# ناپدید شدن (مجموعه تلویزیونی)
ناپدید شدن (به فرانسه: Disparue) نام مجموعهٔ تلویزیونی معمایی است در ۸ قسمت، محصول سال ۲۰۱۵ کشور فرانسه و با الهام از مجموعه تلویزیونی اسپانیایی با نام Desaparecida. این مجموعه در انگلستان با نام The Disappearance به صورت زیرنویس پخش شده‌است و توسط شبکه من و تو به زبان فارسی و با نام معمای لئا (در عنوان‌بندی لیا) دوبله و پخش شده‌است.
داستان سریال دربارهٔ دختر یک خانواده با نام لئا است که شبی برای تفریح از خانه خارج می‌شود ولی دیگر به خانه بازنمی‌گردد…